# Ільян-де-Вакас
Ільян-де-Вакас (ісп. Illán de Vacas) — муніципалітет в Іспанії, у складі автономної спільноти Кастилія-Ла-Манча, у провінції Толедо. Населення — 5 осіб (2010).
Муніципалітет розташований на відстані близько 90 км на південний захід від Мадрида, 47 км на захід від Толедо.

## Демографія
Динаміка населення (INE ):

## Галерея зображень

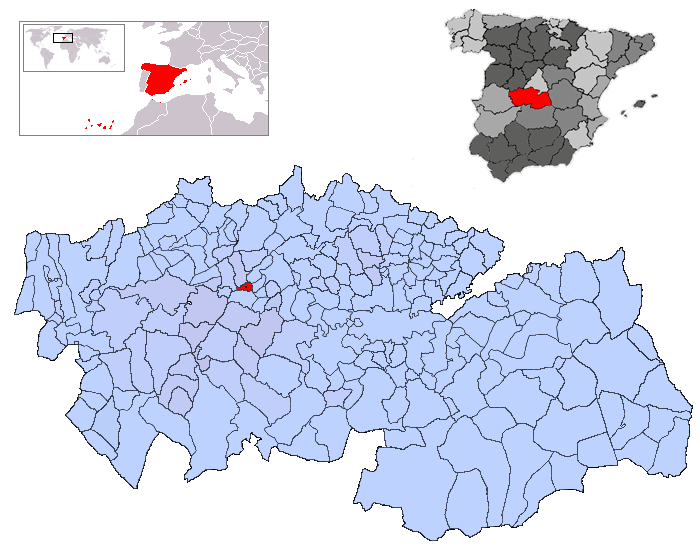
Розташування муніципалітету у провінції Толедо